# Zoologisk Museum
Het Zoologisk Museum is een natuurhistorisch museum gelegen op Universitetsparken 14 in Kopenhagen, Denemarken. Het museum maakt deel uit van het Statens Naturhistoriske Museum, dat uit vier natuurwetenschappelijke musea bestaat.
Het museum bevat in zijn permanente tentoonstelling 'Fra pol til pol' dieren van over de ganse wereld. Daarnaast is er een semi-permanente Darwin-tentoonstelling en een volledige collectie van de dieren die voorkomen in het Deense territorium, incluis Groenland. In het museum bevinden zich tevens een beroemde schedel van de dodo en de ogen en organen van de twee laatste Reuzenalken.